# Автомагістраль G6 Пекін-Лхаса
Автомагістраль G6 Пекін-Лхаса (кит.: 北京－西藏高速公路), зазвичай скорочено до Jingzang Expressway (кит.: 京藏高速), також відома як швидкісна дорога Пекін–Лхаса (Jingla Expressway; кит.: 京拉高速公路) або Китайська національна швидкісна дорога G6, є частиною китайської національної мережі швидкісних доріг і планується з'єднати столицю країни, Пекін, зі столицею Тибетського автономного району, Лхасою.
Він проходить через сім адміністративних районів Китаю, включаючи муніципалітет Пекін, провінцію Хебей, автономні райони Внутрішня Монголія та Нінся, провінції Ганьсу та Цинхай і, нарешті, Тибетський автономний район.

## Проходження

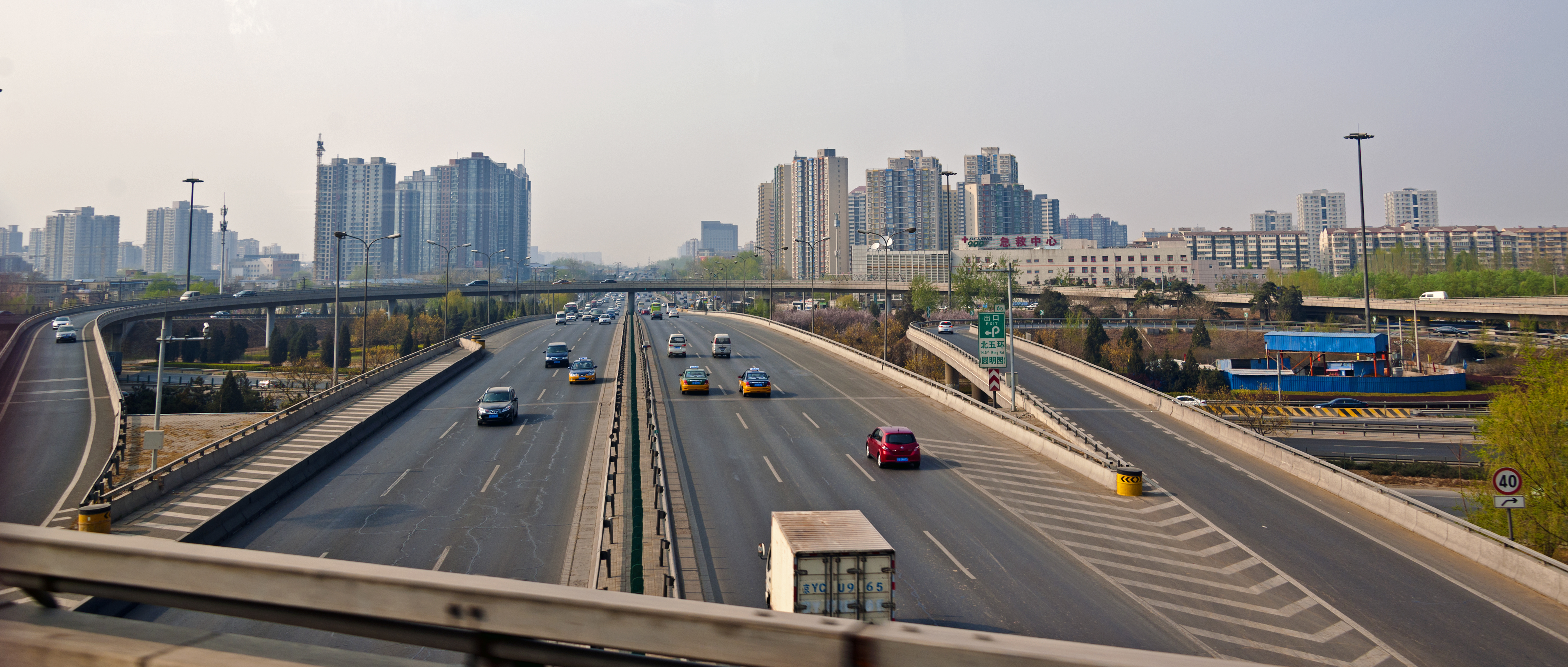
Швидкісна автомагістраль G6 на розв'язці з П'ятою кільцевою дорогою на півночі Пекіна.

Починаючи з Пекіна та рухаючись на південний захід до Лхаси, швидкісна дорога пролягає приблизно 3,710 км через Хебей, Внутрішню Монголію, Нінся, Ганьсу та Цінхай, загалом сім відділів на рівні провінцій. За винятком двох кінцевих пунктів, він проходить через великі міста Чжанцзякоу, Хух-Хото Баяннур, Ухай, Їньчуань, Учжун, Байїнь, Ланьчжоу, Сінін і Голмуд. 
Станом на серпень 2010 року трохи більше п'ятдесяти відсотків швидкісної дороги відкрито для руху, що в основному охоплює ділянку між Пекіном і Сініном. Подібно до Китайської національної автомагістралі 109 і залізниці Цінцзан, очікується, що вона пройде на захід через Голмуд, а потім попрямує на південний захід у Тибет і Лхасу. Через кліматичні умови цей відрізок швидкісної дороги ще не має графіку будівництва.
Станом на 2019 рік швидкісна дорога між Пекіном і Голмудом завершена, а ділянку між Нагчу і Лхасою завершено в серпні 2021 року. Гірська ділянка між Голмудом і Нагку ще не показана на картах і зарезервована для майбутніх планів.

### Нінся
Швидкісна магістраль має особливе значення для Нінся, де 86,7 % міського населення проживає в містах уздовж швидкісної магістралі, і понад 90 % ВВП провінції створюється в цих містах. У 2020 році навколо столиці Нінся Їньчуань було відкрито об'їзну дорогу 2x4, а ще 212 км у Нінся буде розширено до смуг 2x3.